# Catoclastus
Catoclastus (лат.) — род пластинчатоусых жуков (Scarabaeidae: Rutelinae: Rutelini). Неотропика, Перу. 3 вида. Длина тела от 14 до 23 мм. Спинная часть тела металлически блестящая, зеленоватая. Все коготки простые. Жвалы двузубчатые. Встречаются на высотах от 2000 до 3500 м с апреля по июнь. Сходен с родами Mecopelidnota и Homonyx.

## Виды
- Catoclastus chevrolati Solier, 1851
- Catoclastus jaumesi Soula, 2010
- Catoclastus rabinovichi Martinez, 1971